# Vương Tích (ca sĩ)
Vương Tích  (tiếng Trung: 王晰, tiếng Anh: Elvis Wang), tên khai sinh Vương Hân (tiếng Trung: 王欣), sinh ngày 9 tháng 4 năm 1985 tại Dinh Khẩu, tỉnh Liêu Ninh, là ca sĩ nhạc pop giọng nam trầm tiêu biểu của Trung Quốc Đại Lục. Anh tốt nghiệp Học viện Âm nhạc Thẩm Dương, nguyên là ca sĩ thuộc đoàn văn công Bộ chính trị Hải quân Quân Giải phóng Nhân dân Trung Quốc. Vương Tích là nghệ sĩ cấp 2 quốc gia và hội viên Hiệp hội Nghệ sĩ Âm nhạc Trung Quốc .
Năm 2007, Vương Tích tham gia cuộc thi Super Boy do đài truyền hình Hồ Nam tổ chức, lọt vào top 4 khu vực Quảng Châu, top 24 cả nước . Năm 2011, anh giành giải vàng cuộc thi âm nhạc Trung Quốc Kim Chung lần thứ 8, hạng mục Nhạc Pop Nam . Năm 2012, Vương Tích biểu diễn đơn ca trong buổi tiếp thủ tướng Ireland Enda Kenny của ông Tập Cận Bình tại Nhà khách Quốc gia Điếu Ngư Đài . Năm 2013, Vương Tích giành tổng quán quân hạng mục nhạc Pop trong cuộc thi Tiếng hát Thanh niên Truyền hình toàn quốc (Thanh Ca) lần thứ 15 ; cũng trong năm đó, Vương Tích theo đoàn hải quân Trung Quốc tham gia hội diễn trên biển Nga - Hoa, lập quân công hạng ba . Năm 2014, anh trở thành giám khảo cuộc thi ca hát Tìm kiếm Lưu Tam Tỷ trên kênh CCTV âm nhạc ; album cá nhân đầu tay Sự quyến rũ của Low C đạt giải thưởng thường niên Top 10 album Hi-fi năm 2014 ; cũng trong năm đó, anh giành giải đặc biệt cho tiết mục thanh nhạc cá nhân trong Hội diễn Văn nghệ toàn quân lần thứ 10 . Năm 2015, Vương Tích tổ chức buổi lưu diễn âm nhạc cá nhân đầu tiên . Năm 2016, Vương Tích trở thành ca sĩ đột kích trong chương trình Tôi là ca sĩ kỳ thứ tư và đạt hạng nhất tập đột kích ; cùng năm đó, anh phát hành album thứ hai Sự quyến rũ của Low C II, đạt giải thưởng thường niên Top 10 album Hi-fi năm 2016 . Năm 2017, Vương Tích phát hành album thứ ba Quay về quá khứ . Tháng 6 năm 2019, Vương Tích bắt đầu tour lưu diễn cá nhân Cherish . Tháng 8 năm 2020, Vương Tích phát hành album thứ tư Ca tụng ; tháng 11 năm 2020 bắt đầu tour lưu diễn cá nhân Ca tụng . Tháng 11 năm 2021, Vương Tích phát hành album thứ năm Phong cảnh mặt B , tháng 12 năm 2021 bắt đầu tour lưu diễn cá nhân Phong cảnh  và phát hành EP Nhìn lại .

## Tiểu sử
Vương Tích sinh ngày 9 tháng 4 năm 1985 tại Dinh Khẩu, tỉnh Liêu Ninh. Anh bắt đầu học thanh nhạc từ năm 15 tuổi từ Hàn Tùng . Năm 2014, Vương Tích thi vào Nhạc viện Thẩm Dương, theo học viện trưởng Lưu Huy , tốt nghiệp năm 2016.

## Sự nghiệp

### Tình yêu âm nhạc từ thuở thiếu thời
Vương Tích sinh ra trong một gia đình làm công ăn lương bình thường, không có nền tảng âm nhạc. Từ nhỏ anh đã thích ca hát. Lên tiểu học, Vương Tích tham gia đội hợp xướng trong trường, được các thầy cô chú ý vì giọng hát to rõ, âm vực rộng. Nhờ đó, anh được tuyển vào cung thiếu niên địa phương. Anh duy trì niềm say mê với âm nhạc trong suốt thời thơ ấu.
Tự tin vào tài năng của mình, khi sắp tốt nghiệp trung học, Vương Tích đã đến một trường dạy nhạc để thử giọng nhưng không được nhận vì anh vẫn chưa vỡ giọng. Không bỏ cuộc, anh trao đổi với cha mẹ quyết tâm học hát của mình. Thời đó, học nhạc là con đường vô cùng gian khổ, rất khó tìm được công việc ổn định. Cha mẹ Vương Tích dù không yên tâm và phải chịu nhiều áp lực từ họ hàng nhưng vẫn ủng hộ Vương Tích theo đuổi giấc mộng của mình .
Sau khi tốt nghiệp trung học, Vương Tích được giới thiệu tới thầy giáo thanh nhạc vỡ lòng. Anh ở lại nhà thầy, học tập các kiến thức cơ sở về thanh nhạc cũng như bồi dưỡng cái đức, cái tâm của người nghệ sĩ. Sau 2 năm học tập, Vương Tích thi vào học viện âm nhạc nhưng không đủ tiền đóng học phí. Vì vậy, anh đành gác lại giấc mơ đại học, ưu tiên kiếm tiền .

### 2007 - 2010: bôn ba lập nghiệp
Tháng 5 năm 2007, Vương Tích lên đường đến Bắc Kinh lập nghiệp. Vương Tích cho rằng Bắc Kinh rộng lớn đồng nghĩa với có nhiều cơ hội để mình thành công trên con đường âm nhạc. Nhưng thực tế không đẹp đẽ như mộng tưởng. Dù tham gia Super Boy năm 2007, có được chút tiếng tăm cũng như thu âm được một số bài hát, nhưng thị trường âm nhạc cạnh tranh khốc liệt chẳng hề thân thiện với một Vương Tích vốn trầm tính. Có nhiều giai đoạn Vương Tích không còn tiền, phải làm thêm nhiều nghề để kiếm sống và tiếp tục theo đuổi ước mơ. Trong những chia sẻ của mình, anh nhớ nhất những ngày làm tài xế lái xe thuê (dịch vụ lái xe thay khách hàng uống rượu bia).
Dù trong hoàn cảnh cùng quẫn, Vương Tích vẫn giữ vững lòng tự tôn và tình yêu âm nhạc. Bạn bè từng khuyên anh đi hát quán bar nhiều hơn để có tiền trang trải cuộc sống, nhưng anh quyết tâm phải đứng hát trên sân khấu lớn, hát cho nhiều người nghe .

### 2011 - 2018: thành công nối tiếp thành công
Năm 2011, Vương Tích tham gia cuộc thi âm nhạc Trung Quốc Kim Chung lần thứ 8, giành giải nhất hạng mục Nhạc Pop Nam và trở thành thành viên Hiệp hội Nghệ sĩ âm nhạc Trung Quốc . Đây có thể coi là bước ngoặt trong sự nghiệp của Vương Tích.
Kim Chung là giải âm nhạc tổng hợp chuyên nghiệp do Liên đoàn Văn học và Nghệ thuật Trung Quốc (CFLAC) và Hiệp hội Nghệ sĩ Âm nhạc Trung Quốc (CMA) phối hợp tổ chức, là giải thưởng cấp quốc gia ngang với giải Kim Ưng mảng truyền hình và giải Kim Kê mảng điện ảnh . Thành viên ban giám khảo và khán giả trận chung kết gồm nhiều nghệ sĩ gạo cội, nhiều tên tuổi lớn giữ vị trí quan trọng trong các tổ chức âm nhạc của Trung Quốc như Ngô Tổ Cường, Ngô Nhạn Trạch, Cốc Kiến Phân, Triệu Quý Bình, Từ Phái Đông, La Thành Diễm, Liêu Xương Vĩnh, Lý Cốc Nhất, Cốc Phong, Tống Tổ Anh,... . Trong cuộc thi, Tống Tổ Anh đã ngỏ lời mời Vương Tích tham gia kỳ thi vào đoàn văn công Hải quân. Kết thúc Kim Chung, Vương Tích nhận lời mời, vượt qua kỳ kiểm tra và trở thành một người lính văn công, chính thức bắt đầu sự nghiệp âm nhạc ổn định. Ngoài học tập tại đoàn văn công, Vương Tích cũng theo học một số nghệ sĩ như Lý Cốc Nhất, Cốc Phong, Liêu Xương Vĩnh...
Năm 2013, Vương Tích tham gia cuộc thi Tiếng hát Thanh niên Truyền hình toàn quốc (Thanh Ca) lần thứ 15  và giành tổng quán quân hạng mục nhạc Pop .
Thanh Ca là giải thưởng thanh nhạc trên truyền hình nguyên gốc Trung Quốc ra đời sớm nhất, kéo dài nhất. Từ lần đầu tổ chức vào năm 1984, nhờ quy chế bình chọn khoa học, quy phạm và nguyên tắc tổ chức công bằng, công chính, qua 30 năm, Thanh Ca đã trở thành giải đấu thanh nhạc có tầm ảnh hưởng lớn nhất, danh tiếng tốt nhất, tiêu chuẩn cao nhất trong giới âm nhạc chuyên nghiệp Trung Quốc . Thành viên ban giám khảo Thanh Ca gồm những tên tuổi lớn trong làng âm nhạc như Dương Hồng Cơ, Tam Bảo, Mao A Mẫn, Diêm Duy Văn, Tống Tổ Anh, Vi Duy,... 
Như vậy, Vương Tích trở thành nam ca sĩ đầu tiên đạt cả hai giải quán quân Kim Chung và Thanh Ca trong lần đầu tiên thi đấu.
Sau khi giành 2 giải thưởng lớn, Vương Tích thi vào Nhạc viện Thẩm Dương, thực hiện giấc mộng đại học còn dang dở. Tại đây, anh được viện trưởng Lưu Huy hướng dẫn trực tiếp .
Từ năm 2011 - 2018, Vương Tích chủ yếu tham gia các nhiệm vụ biểu diễn của đoàn văn công, xuất hiện trong nhiều chương trình văn nghệ trên truyền hình như Bách Hoa Nghênh Xuân, Xuân Vãn, tiệc Trung Thu, Thất Tịch,... Anh cũng đạt thêm nhiều giải thưởng âm nhạc nhà nước như quân công hạng ba , giải đặc biệt Hội diễn Văn nghệ toàn quân lần thứ 10 ,...
Năm 2016, Vương Tích tham gia chương trình âm nhạc Tôi là ca sĩ của đài truyền hình Hồ Nam, để lại ấn tượng với nhiều ca khúc như Besame Mucho, Autumn leaves, Người yêu thân mật, Goodbye my love,...
Về tác phẩm cá nhân, trong giai đoạn này Vương Tích đã phát hành 3 album phòng thu gồm 2 album nhạc hi-fi Sự quyến rũ của Low C , Sự quyến rũ của Low C II  và 1 album nguyên gốc Quay về quá khứ . Anh tổ chức buổi lưu diễn âm nhạc cá nhân đầu tiên năm 2015 .

### 2018 - nay: tiến vào thị trường
Năm 2018, đoàn văn công Hải quân giải tán . Vương Tích từ chối lời mời của các đoàn thể khác, bắt đầu hoạt động độc lập trên thị trường âm nhạc.
Năm 2018, Vương Tích tham gia chương trình âm nhạc Thanh nhập nhân tâm của đài truyền hình Hồ Nam, để lại ấn tượng với nhiều ca khúc như Một đời chờ đợi, Cô ấy thật xinh đẹp, Chầm chậm thích em, The sound of silence,... 
Năm 2019, Vương Tích ký hợp đồng tham gia công ty Yuehua Entertainment. Cũng trong năm này, anh bắt đầu tour lưu diễn cá nhân Cherish .
Năm 2020, Vương Tích phát hành album phòng thu thứ tư Ca tụng  và bắt đầu tour lưu diễn cá nhân cùng tên.
Năm 2021, Vương Tích phát hành album phòng thu thứ năm Phong cảnh mặt B  và bắt đầu tour lưu diễn cá nhân Phong cảnh . Cũng trong năm này, anh tham gia chương trình âm nhạc Theo đuổi ánh sáng đi! của đài truyền hình Đông Phương, cùng đội với Ngô Kiến Hào, Dimash, Thượng Cửu Hi, Từ Chí Hiền, Trương Hiểu Long, để lại ấn tượng với nhiều ca khúc như Chú lừa nhỏ, We will rock you, We are the champions, Như nguyện, Thần hồn điên đảo,... 

## Tác phẩm âm nhạc
Vương Tích đã phát hành 6 album phòng thu và 1 EP nhạc số, trong đó 2 album đầu Sự quyến rũ của Low C, Sự quyến rũ của Low C II là album nhạc hi-fi, 4 album sau và EP là các tác phẩm nguyên gốc. Ngoài ra, anh cũng hát OST cho nhiều bộ phim truyền hình, điện ảnh, cover nhiều ca khúc nổi tiếng trong các chương trình âm nhạc và phát hành nhiều ca khúc độc lập cũng như hợp tác phát hành bài hát với các ca sĩ khác như Trân tích, Gửi tình yêu (do Cốc Phong soạn riêng cho cuộc thi Thanh Ca ), The way life should be (hợp tác với A-Lin ), Hướng về mặt trời (hợp tác với Vitas ),...

### AlbumSự quyến rũ của Low C
- Thể loại: POP
- Ngôn ngữ: tiếng Trung
- Thời gian phát hành: 26/09/2014
- Công ty đĩa nhạc: Âm nhạc Long Nguyên
- Loại hình: album phòng thu [28]

Album phòng thu đầu tay của Vương Tích do Lý Tiểu Bái, chuyên gia ghi âm cấp một quốc gia, tổng phụ trách ghi âm của đài truyền hình trung ương , phụ trách sản xuất và thu âm. Album được phát hành dưới dạng nhạc số, đĩa than và đĩa CD. Album đạt giải thưởng thường niên Top 10 album Hi-fi năm 2014 .
Danh sách bài hát:
| STT | Tên tiếng Trung      | Tên tiếng Việt                           | Nhạc                         | Lời                | Biên khúc             |
| --- | -------------------- | ---------------------------------------- | ---------------------------- | ------------------ | --------------------- |
| 1   | 渔光曲               | Ngư quang khúc                           | Nhậm Quang                   | An Nga             |                       |
| 2   | 爱情                 | Ái tình                                  | Trương Hồng Lượng            | Diêu Khiêm         | Đổng Vận Xương        |
| 3   | 忘不了               | Quên không được                          | Đồng An Cách                 | Đồng An Cách       |                       |
| 4   | 鸿雁                 | Hồng nhạn                                | Dân ca Nội Mông              | Lữ Yến Vệ          |                       |
| 5   | 晚风                 | Gió muộn                                 | Lãng Khách Tần Hạo           | Lãng Khách Tần Hạo | Triệu Lượng           |
| 6   | 南屏晚钟             | Chuông đêm Nam Bình                      | Vương Phúc Linh              | Trần Điệp Y        |                       |
| 7   | 当爱已成往事         | Khi tình yêu đã thành dĩ vãng            | Lý Tông Thịnh                | Lý Tông Thịnh      | George Leong          |
| 8   | 夜半歌声             | Tiếng ca lúc nửa đêm                     | Trương Quốc Vinh             | Mạc Như Thăng      |                       |
| 9   | 再回首               | Lại quay đầu                             | Lư Quan Đình                 | Trần Nhạc Dung     | Trần Chí Viễn         |
| 10  | 我的心里只有你没有他 | Trong tim tôi chỉ có người, nào có cô ấy | Carlos Eleta Almarán         | Trần Điệp Y        |                       |
| 11  | 千言万语             | Thiên ngôn vạn ngữ                       | Cổ Nguyệt                    | Nhĩ Anh            |                       |
| 12  | 至少还有你           | Chí ít còn có em                         | Davy Chan (Trần Khuông Vinh) | Lâm Tịch           | Jim Ling/Lưu Chí Viễn |
| 13  | 绿岛小夜曲           | Dạ khúc đảo xanh                         | Châu Lam Bình                | Phan Anh Kiệt      |                       |

### AlbumSự quyến rũ của Low C II
- Thể loại: POP
- Ngôn ngữ: tiếng Trung
- Thời gian phát hành: 01/05/2016
- Công ty đĩa nhạc:  Âm nhạc Long Nguyên
- Loại hình: album phòng thu [29]

Album phòng thu thứ hai của Vương Tích cũng do Lý Tiểu Bái sản xuất và ghi âm. Album được phát hành dưới dạng nhạc số, đĩa than và đĩa CD. Album đạt giải thưởng thường niên Top 10 album Hi-fi năm 2016 .
Danh sách bài hát:
| STT | Tên tiếng Trung | Tên tiếng Việt           | Nhạc               | Lời                           |
| --- | --------------- | ------------------------ | ------------------ | ----------------------------- |
| 1   | 葬心            | Táng tâm                 | Tiểu Trùng         | Diêu Nhược Long/Tiểu Trùng    |
| 2   | 重庆野玫瑰      | Hoa hồng dại Trùng Khánh | Thang Húc Đông     | Thang Húc Đông                |
| 3   | 月光            | Ánh trăng                | Hình Thiên Tố      | Hình Thiên Tố                 |
| 4   | 微风细雨        | Gió nhẹ mưa phùn         | Lâm Công Tín       | Lâm Công Tín                  |
| 5   | 贝加尔湖畔      | Bên hồ Baikal            | Lý Kiện            | Lý Kiện                       |
| 6   | 乌兰巴托的夜晚  | Đêm Ulaanbaatar          |                    |                               |
| 7   | 几多愁          | Bao nhiêu sầu            | Đàm Kiện Thường    | Lý Dục                        |
| 8   | 叶塞尼亚        | Yesenia                  | Thang Húc Đông     | Thang Húc Đông                |
| 9   | 他不爱我        | Người ấy không yêu tôi   | Trần Tiểu Hà       | Dương Lập Đức                 |
| 10  | 如梦令          | Như mộng lệnh            | Trương Hoành Quang | Lý Thanh Chiếu                |
| 11  | 月圆花好        | Trăng tròn hoa đẹp       | Nghiêm Hoa         | Phạm Yên Kiều                 |
| 12  | 多年以后        | Nhiều năm về sau         | Hoàng Khánh Nguyên | Hoàng Khánh Nguyên/Lý Tử Hằng |

### AlbumQuay về quá khứ
- Thể loại: POP
- Ngôn ngữ: tiếng Trung
- Thời gian phát hành: 27/11/2017
- Công ty đĩa nhạc: Thiếu Thành Thời Đại
- Loại hình: album phòng thu [30]

Sau khi Tôi là ca sĩ kỳ 4 kết thúc, Vương Tích ký hợp đồng ra album với công ty Thiếu Thành Thời Đại. Đầu năm 2017, sau khi chọn Vạn Gia Minh làm nhà sản xuất và Vương Hải Đào phụ trách bộ phận A&R đĩa nhạc, Thiếu Thành Thời Đại triển khai thực hiện album mới cho Vương Tích. Vì vậy, Vương Tích đã từ chối nhiều lời mời tham gia chương trình truyền hình thực tế, tiết mục ca hát, bắt đầu giai đoạn hơn 1 năm thực hiện album.
Album đi theo phong cách pop-jazz sở trường của Vương Tích, chú trọng tôn lên vẻ đẹp của giọng hát. Nội dung chủ đạo của album là "hồi ức" - dũng cảm nhìn lại khổ đau cũng như hạnh phúc trong quá khứ, lấy đó làm động lực để tiến về tương lai. Ngoài dạng nhạc số, album còn được phát hành bản cứng với hình thức hoài cổ: CD, băng cassette, đĩa than và máy nghe đĩa than. 
Danh sách bài hát:
| STT | Tên tiếng Trung    | Tên tiếng Việt                           | Nhạc            | Lời             | Biên khúc                |
| --- | ------------------ | ---------------------------------------- | --------------- | --------------- | ------------------------ |
| 1   | 重游往昔           | Quay về quá khứ                          | Vạn Gia Minh    | Vương Hải Đào   | Vạn Gia Minh             |
| 2   | 静止了的夜晚       | Đêm tĩnh lặng                            | Trương Tổ Thành | Vương Hải Đào   | Vương Tử Thao (Malaysia) |
| 3   | 你要忘了我         | Em phải quên anh đi                      | Ngô Mộng Kỳ     | Vương Hải Đào   | Tất Kiến Bác             |
| 4   | 晚风暖暖           | Gió muộn ấm áp                           | Trình Quan Hỗn  | Vương Viễn Hành | Ngô Mục Thiền            |
| 5   | 茕茕               | Lẻ loi                                   | Vạn Gia Minh    | Tần Mạnh Đạt    | Vạn Gia Minh             |
| 6   | 带着一颗好心去流浪 | Mang theo một trái tim vui vẻ đi lưu lạc | Trình Quan Hỗn  | Vương Hải Đào   | Ngô Mục Thiền            |
| 7   | 下沉               | Chìm xuống                               | Thôi Vạn Bình   | Vương Hải Đào   | Kim Đông Dục             |
| 8   | 好好说再见         | Nói lời tạm biệt tử tế                   | Trình Quan Hỗn  | Vương Hải Đào   | Ngô Mục Thiền            |

### AlbumCa tụng
- Thể loại: POP
- Ngôn ngữ: tiếng Trung
- Thời gian phát hành: 08/08/2020
- Công ty đĩa nhạc: Công ty TNHH BEIJING EVOLUTION MUSIC & CULTURE COMMUNICATION
- Loại hình: album phòng thu [16]

Với thông điệp chủ đạo "Tận cùng của ngôn ngữ là âm nhạc", Ca tụng là album phòng thu đầu tiên của Vương Tích được thực hiện sau khi gia nhập công ty Yuehua Entertainment. Album do Đàm Y Triết phụ trách sản xuất, được phát hành dưới dạng nhạc số, đĩa than và đĩa CD.
Danh sách bài hát:
| STT | Tên tiếng Trung      | Tên tiếng Việt                         | Nhạc                                      | Lời                                       | Biên khúc              |
| --- | -------------------- | -------------------------------------- | ----------------------------------------- | ----------------------------------------- | ---------------------- |
| 1   | 王牌就是我           | Vương bài chính là ta                  | Quý Hân Bái/Vương Căng Lâm/Liêu Văn Cường | Quý Hân Bái/Vương Căng Lâm/Liêu Văn Cường | Hoàng Tuấn Tông        |
| 2   | 双鱼                 | Song ngư                               | Hoàng Vũ Điền                             | Hoàng Vũ Điền                             | Lý Nhân Hách/Triệu Cần |
| 3   | 歌颂                 | Ca tụng                                | Đàm Nhất Lễ                               | Châu Quân Từ                              | Lý Nhân Hách           |
| 4   | 你                   | Em                                     | Chung Uyển Vân                            | Chung Uyển Vân                            | Lý Nhân Hách           |
| 5   | Come to me           | Đến bên anh                            | Trương Dữ Thần                            | Trương Dữ Thần                            | Hoàng Tuấn Tông        |
| 6   | 雪地里寄不出的求救信 | Thư cầu cứu không gửi được trong tuyết | Lý Chấn Lam                               | Châu Minh Tuấn                            | Hoàng Tuấn Tông        |
| 7   | 偏执                 | Cố chấp                                | Hoàng Vũ Điền                             | Hoàng Vũ Điền                             | Lý Nhân Hách           |
| 8   | 怂                   | Hoảng sợ                               | Lý Á Châu                                 | Lý Nham                                   | Hoàng Tuấn Tông        |
| 9   | 等一等昨天           | Chờ đợi ngày hôm qua                   | Chung Uyển Vân                            | Tiêu Bân                                  | Lý Nhân Hách           |
| 10  | 云一定知道           | Mây trời nhất định biết                | Thôi Bối                                  | Thụy Nghiệp                               | Ba Lý Chỉ Yên          |

### AlbumPhong cảnh mặt B
- Thể loại: POP
- Ngôn ngữ: tiếng Trung
- Thời gian phát hành: 03/11/2021
- Công ty đĩa nhạc: Công ty TNHH Nhạc Hoa Viên Ngu
- Loại hình: album phòng thu [18]

Album phòng thu thứ năm của Vương Tích do 2 nhà sản xuất hàng đầu làng nhạc Hoa ngữ, chủ nhân của nhiều giải Kim Khúc là Lý Vĩ Tùng , Lý Ti Tùng  thực hiện. Ngoài giám sát sản xuất toàn bộ album, hai anh em cũng đích thân soạn nhạc cho 6 bài hát . Phong cách các ca khúc trong album khá đa dạng như disco, synth-pop... Album được phát hành dưới dạng nhạc số, băng cassette và đĩa than.
Danh sách bài hát:
| STT | Tên tiếng Trung | Tên tiếng Việt    | Nhạc                        | Lời              | Biên khúc                 |
| --- | --------------- | ----------------- | --------------------------- | ---------------- | ------------------------- |
| 1   | 知晓            | Thấu hiểu         | Jay Lim                     | Jay Lim          | Liêu Chính Tinh           |
| 2   | 惑许            | Có thể            | Lý Ti Tùng                  | Gia Gia          | Lý Ti Tùng/Vương Hiền Đạt |
| 3   | 分岔            | Ngã ba            | Lý Vĩ Tùng                  | Hoàng Thất Dương | Liêu Chính Tinh           |
| 4   | 轻信            | Cả tin            | Lý Ti Tùng                  | Chiêm Dật Quân   | Lý Ti Tùng/Derek Chua     |
| 5   | 游离            | Ly khai           | Cung Chấn Lương/Latonia Tay | Vị Tử Phu/Minor  | Liêu Chính Tinh           |
| 6   | 哑光            | Ánh sáng câm lặng | Cung Chấn Lương/Latonia Tay | Nhị Nhân Tĩnh    | Liêu Chính Tinh           |
| 7   | 悬念            | Thấp thỏm         | Lý Đình Quang               | Jay Lim          | Derek Chua                |
| 8   | 时空            | Thời không        | Lý Vĩ Tùng                  | Nhị Nhân Tĩnh    | Liêu Chính Tinh           |
| 9   | 玩笑            | Trêu chọc         | Lý Ti Tùng                  | Nhạc Huệ         | Lý Ti Tùng/Derek Chua     |
| 10  | 倒叙            | Hồi tưởng         | Lý Vĩ Tùng                  | Cư Thành Chí     | Trần Ngạn Hồn             |

### EPNhìn lại
- Ngôn ngữ: tiếng Trung
- Thời gian phát hành: 23/12/2021
- Loại hình: EP [20]

EP được phát hành dưới dạng nhạc số, gồm 3 ca khúc.
Danh sách bài hát:
| STT | Tên tiếng Trung | Tên tiếng Việt              | Nhạc                              | Lời               | Biên khúc                |
| --- | --------------- | --------------------------- | --------------------------------- | ----------------- | ------------------------ |
| 1   | 微光之名        | Ánh sáng nhạt nhòa          | Hoàng Vũ Triết Hubert Ng          | An Vận Nhi        | Martin Tang              |
| 2   | 不能靠近的朋友  | Người bạn không thể tới gần | Summer Tse @Xloud                 | Summer Tse @Xloud | Hoàng Tuyên Minh         |
| 3   | 无人岛上        | Trên hòn đảo không người    | Tằng Duy Đĩnh/Lữ Tân/Lý Tông Hiên | Messa             | Viên Vĩ Tường (Phân Đạt) |

### AlbumTuyển tập X
- Ngôn ngữ: tiếng Trung
- Thời gian phát hành: 22/12/2022
- Công ty đĩa nhạc: Thanh Xuân Phồn Hoa × Thanh Hỉ Âm Nhạc
- Loại hình: album phòng thu

Năm 2022, Vương Tích hợp tác với đội ngũ sản xuất của Thanh Xuân Phồn Hoa thực hiện album cá nhân thứ 6 Tuyển tập X. Vương Tích tham gia vào quá trình thiết kế và sản xuất của từng ca khúc, cho ra đời một album Tuyển tập X mang đậm phong cách cá nhân. 
Trong album này, Vương Tích hợp tác với nhà sản xuất Lưu Huyễn Đậu thử nghiệm các thể loại âm nhạc và cách hát khác nhau. Album có tính đa nguyên cao, các ca khúc thuộc nhiều thể loại như: nhạc Pop, nhạc điện tử, nhạc Jazz, Bossa, Fusion, Rock n' Roll... Album được phát hành dưới dạng nhạc số, đĩa CD và đĩa than.
Danh sách bài hát:
| STT                                               | Tên tiếng Trung                                   | Tên tiếng Việt                                    | Lời                                                           | Nhạc                                              | Biên khúc                                         |
| 「X自选集」-时间序引- Phần I - Dẫn nhập thời gian | 「X自选集」-时间序引- Phần I - Dẫn nhập thời gian | 「X自选集」-时间序引- Phần I - Dẫn nhập thời gian | 「X自选集」-时间序引- Phần I - Dẫn nhập thời gian             | 「X自选集」-时间序引- Phần I - Dẫn nhập thời gian | 「X自选集」-时间序引- Phần I - Dẫn nhập thời gian |
| ------------------------------------------------- | ------------------------------------------------- | ------------------------------------------------- | ------------------------------------------------------------- | ------------------------------------------------- | ------------------------------------------------- |
| 1                                                 | 偏偏                                              | Khăng khăng                                       | Trương Tĩnh Di                                                | Lưu Huyễn Đậu                                     | Lưu Huyễn Đậu                                     |
| 「X自选集」-复古华章- Phần II - Nhạc hay phục cổ  |                                                   |                                                   |                                                               |                                                   |                                                   |
| 2                                                 | 微醺23点08分                                      | Hơi say lúc 23 giờ 08 phút                        | Trương Tĩnh Di                                                | Lưu Huyễn Đậu                                     | Lưu Huyễn Đậu                                     |
| 3                                                 | 朝凤                                              | Triêu phượng                                      | Trương Tĩnh Di                                                | Lưu Huyễn Đậu                                     | Lưu Huyễn Đậu                                     |
| 4                                                 | 是你                                              | Là em                                             | Vương Mạc                                                     | Lưu Huyễn Đậu                                     | Lưu Huyễn Đậu                                     |
| 5                                                 | 猫模狗样                                          | Dáng chó dáng mèo                                 | Trương Tĩnh Di                                                | Lưu Huyễn Đậu                                     | Lưu Huyễn Đậu                                     |
| 6                                                 | 不需要结果                                        | Không cần kết quả                                 | Diêu Hân Sầm                                                  | Lưu Huyễn Đậu                                     | Lưu Huyễn Đậu                                     |
| 「X自选集」-寻往游记- Phần III - Du ký nhìn lại   |                                                   |                                                   |                                                               |                                                   |                                                   |
| 7                                                 | Crystal Store                                     | Crystal Store                                     | Trương Tĩnh Di                                                | Lưu Huyễn Đậu                                     | Lưu Huyễn Đậu                                     |
| 8                                                 | 小河                                              | Sông nhỏ                                          | Mã Nguyên                                                     | Mã Nguyên/Lưu Huyễn Đậu                           | Mã Nguyên/Lưu Huyễn Đậu                           |
| 9                                                 | 多听有益                                          | Nghe nhiều có lợi                                 | Trích Minh Chú 100 Âm Kim Cang Tát Đỏa/Tâm Kinh/Lưu Tử Nguyên | Lưu Huyễn Đậu                                     | Lưu Huyễn Đậu                                     |
| 10                                                | 想游泳的星                                        | Ngôi sao muốn bơi xa                              | Trương Tĩnh Di                                                | Lưu Huyễn Đậu                                     | Lưu Huyễn Đậu                                     |

### AlbumKhông nói
- Ngôn ngữ: tiếng Trung
- Thời gian phát hành: 16/12/2024
- Công ty đĩa nhạc: Nhạc Hoa Viên Ngu
- Loại hình: album phòng thu [40]

Album cá nhân thứ bảy của Vương Tích, Không nói, mở ra một cuốn nhật ký âm nhạc riêng tư dưới góc nhìn của "tôi". Album thể hiện những mảnh ghép thường nhật, những giằng xé nội tâm, những cảm xúc bộc lộ từ chính trải nghiệm cá nhân, rồi chuyển sang góc nhìn của "anh ấy", "cô ấy", và "nó", truyền tải tâm tình qua âm nhạc để tạo nên sự đồng cảm.
Không nói mời nhạc sĩ nổi tiếng Thôi Địch  thực hiện, là sản phẩm "đo ni đóng giày" cho Vương Tích. Mất hai năm chăm chút và hoàn thiện, album khéo léo khai thác các yếu tố retro, psychedelic, kết hợp hiệu ứng âm thanh từ synthesizer, tạo nên một không gian âm nhạc vừa hoài cổ vừa mộng mị. Ngoài ra, phong cách biểu diễn có sự đột phá táo bạo, một số ca khúc thử nghiệm cách hát mới mang đến bất ngờ khác lạ cho thính giả, tạo nên cá tính riêng cho album.
Danh sách bài hát:
| STT | Tên tiếng Trung | Tên tiếng Việt                 | Nhạc                       | Lời                                 | Biên khúc                  |
| --- | --------------- | ------------------------------ | -------------------------- | ----------------------------------- | -------------------------- |
| 1   | 在路上          | Trên đường                     | Alex Hong/Simon Mongtrison | Thiên Cung Nhạn                     | Simon Mongtrison           |
| 2   | 无尽的夜里      | Trong đêm vô tận               | Dương Nguyên Dục           | Dương Nguyên Dục                    | Simon Mongtrison           |
| 3   | 鹅毛信          | Bức thư lông ngỗng             | Alex Hong                  | Thiên Cung Nhạn                     | Thôi Địch                  |
| 4   | 勿扰            | Đừng làm phiền                 | Alex Hong                  | Thiên Cung Nhạn/Alex Hong (lời rap) | Simon Mongtrison           |
| 5   | 住口            | Im lặng                        | Alex Hong                  | Thiên Cung Nhạn                     | Simon Mongtrison/Thôi Địch |
| 6   | 明白            | Thấu hiểu                      | Vạn WAN                    | Thiên Cung Nhạn                     | Simon Mongtrison           |
| 7   | 雷美替胺        | Ramelteon                      | Trần Húc Khản              | Vương Tư Vũ                         | Simon Mongtrison           |
| 8   | 祝我们随遇而安  | Mong chúng ta đều được an lành | Vạn WAN                    | Giai Giai                           | Simon Mongtrison           |

## Sân khấu biểu diễn cá nhân

### Tour diễn
| STT | Tên tour diễn                                     | Năm tổ chức    | Địa phương biểu diễn | Số buổi diễn |
| --- | ------------------------------------------------- | -------------- | --- | ------------ |
| 1   | Vương Tích \| Nhạc hội lưu động toàn quốc 2015    | 2015           | Châu Hải | 1            |
| 2   | Vương Tích \| Nhạc hội cá nhân CHERISH· Trân Tích | 2019 - 2020    | Hàng Châu, Vũ Hán, Đại Liên, Nam Kinh, Quảng Châu, Bắc Kinh, Thâm Quyến, Nam Ninh, Trùng Khánh, Thượng Hải, Hải Khẩu, Châu Hải, Phật Sơn, Thái Nguyên, Trường Sa, Hạ Môn | 17           |
| 3   | Vương Tích \| Nhạc hội cá nhân Ca tụng            | 2020 - 2021    | Hàng Châu, Phật Sơn, Bắc Kinh, Quảng Châu, Nam Ninh, Trường Sa, Vũ Hán, Thượng Hải, Ninh Ba, Nam Kinh                                                                    | 11           |
| 4   | Vương Tích \| Nhạc hội cá nhân Phong cảnh         | 2021 - 2023    | Quảng Châu, Vô Tích, Thượng Hải, Bắc Kinh, Trường Sa, Thái Nguyên, Ordos, Vũ Hán, Trịnh Châu, Côn Minh, Nam Ninh, Thâm Quyến                                             | 12           |
| 5   | Vương Tích \| Nhạc hội cá nhân Tứ Ích             | 2023 - 2024    | Bắc Kinh, Quảng Châu, Thượng Hải, Nam Kinh, Trùng Khánh, Thượng Hải, Hàng Châu, Bắc Kinh, Vũ Hán                                                                         | 9            |
| 6   | Vương Tích \| Nhạc hội cá nhân Tôi                | 2024 - chưa rõ | Hàng Châu, Nam Xương, Trường Sa, Bắc Kinh (dự kiến) | chưa rõ      |

### Buổi biểu diễn khác
| STT | Tên buổi diễn                                                     | Năm tổ chức/phát sóng | Địa phương/kênh biểu diễn | Số buổi diễn |
| --- | ----------------------------------------------------------------- | --------------------- | ------------------------- | ------------ |
| 1   | Nhạc hội chia sẻ album mới Quay về quá khứ                        | 2017                  | Bắc Kinh                  | 1            |
| 2   | 《Sảnh âm nhạc CCTV》《Say mê ca hát》Nhạc hội cá nhân Vương Tích | 2017                  | CCTV15                    | 1            |
| 3   | Nhạc hội ra mắt ca khúc mới                                       | 2019                  | Thành Đô                  | 1            |
| 4   | Ký tên & biểu diễn album âm nhạc Ca tụng                          | 2020                  | Hàng Châu, Bắc Kinh       | 2            |
| 5   | Buổi chia sẻ ca khúc mới Vạn vật tích hữu                         | 2021                  | Trùng Khánh               | 1            |
| 6   | Ký tên & biểu diễn Tuyển tập X mừng sinh nhật                     | 2023                  | Thượng Hải                | 1            |

## Giải thưởng và danh hiệu
- 2011: Giải Vàng cuộc thi âm nhạc Trung Quốc Kim Chung lần thứ 8, hạng mục Nhạc Pop Nam
- 2011: hội viên Hiệp hội Nghệ sĩ  Âm nhạc Trung Quốc
- 2013: Tổng Quán quân hạng mục Nhạc Pop trong cuộc thi Tiếng hát Thanh niên Truyền hình toàn quốc (Thanh Ca) lần thứ 15
- 2013: Quân công hạng ba
- 2014: Giải Đặc biệt cho tiết mục thanh nhạc cá nhân trong Hội diễn Văn nghệ toàn quân lần thứ 10
- 2020: Nghệ sĩ cấp 2 quốc gia

## Đời tư
Năm 2010, Vương Tích hẹn hò với Kim Yến Trúc, một diễn viên kịch nói. Năm 2011, trên sân khấu toàn quốc, ngay sau khi nhận giải Kim Chung, Vương Tích đã công khai bày tỏ tình cảm tới Kim Yến Trúc, cảm ơn cô đã luôn bên cạnh ủng hộ anh .
Ngày 06/06/2016, Vương Tích và Kim Yến Trúc tổ chức hôn lễ tại Bắc Kinh. Trên lễ đường, Vương Tích đã hát ca khúc Sau này do chính anh viết lời dành tặng vợ .
Ngày 09/11/2016, Vương Tích và Kim Yến Trúc đón con gái đầu lòng, đặt tên thân mật là Xoài .